# Kenny van Hoevelen
Kenny van Hoevelen (Mechelen, 24 giugno 1983) è un calciatore belga, difensore del Mariekerke.